# 真了寺
真了寺（しんりょうじ）は、品川区にある日蓮宗の寺院。山号は光照山。旧本山は品川天妙国寺（顕本法華宗）。什師法縁。

## 沿革
延宝元年（1673年）、天妙国寺の塔頭寺院の真了院として建立。明治時代、それまで諏訪大明神別当を兼任していたが神仏分離。昭和27年（1952年）、真了寺と改称。その後、本堂、庫裡を改築し、現在の姿になる。

## その他
- 城南ペット霊園を運営する。

## 参考資料
- “真了寺”. しながわ観光協会. 2020年11月30日閲覧。
- “光照山 真了寺”. 日蓮宗東京都南部宗務所. 2020年11月30日閲覧。
- 日蓮宗寺院大鑑編集委員会『宗祖第七百遠忌記念出版 日蓮宗寺院大鑑』大本山池上本門寺 (1981年)

## 関連資料
- 「品川宿 南品川宿下 妙國寺 塔中 真了院」『新編武蔵風土記稿』 巻ノ53荏原郡ノ15、内務省地理局、1884年6月。NDLJP:763982/96。